# فرناندو ورداسکو
 فرناندو ورداسکو  (انگلیسی: Fernando Verdasco؛ زاده ۱۵ نوامبر ۱۹۸۳) یک تنیس‌باز اهل اسپانیا است. 